# Aleksandr Koetepov

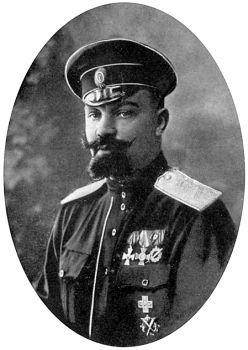
Koetepov, 1918, "een heel grote, sterke kerel met een donderende stem en een hoofd als een kanonskogel", schreef Nabokov in zijn documentaire vertelling De regie-assistent

Aleksandr Pavlovitsj Koetepov (Russisch: Александр Павлович Кутепов) (Tsjerepovets, 28 september 1882 – Moskou, 6 mei 1930) was een Russisch (tsaristisch) generaal en commandant van de Witten tijdens de Russische Burgeroorlog.

## Biografie
Koetepov kreeg een militaire opleiding bij de beroemde Junker-infanterie (voor jongeren van adellijke komaf) te Sint-Petersburg. Hij nam zowel deel aan de Russisch-Japanse Oorlog van 1905 als de Eerste Wereldoorlog, als compagniecommandant en later brigade- en regimentsofficier.
Na de Oktoberrevolutie (1917) sloot Koetepov zich aan bij het Vrijwilligersleger van Aleksandr Koltsjak en Anton Denikin, waar hij tot divisiecommandant werd benoemd. Nadat hij in augustus 1918 met zijn troepen Novorossiejsk innam, werd hij gouverneur-generaal van de Zwarte Zee-troepen en in januari 1919 werd hij luitenant-generaal. Koeptepov verwierf naam als een besluitvaardig no-nonsense-leider, die snel orde op zaken kon stellen, onder meer door het meedogenloos toepassen van de doodstraf bij plunderaars en ‘collaborateurs’ onder de lokale bevolking.
Nadat de Witten door de bolsjewieken verslagen waren vluchtte Koetepov met de restanten van zijn troepen in november 1920 vanuit de Krim naar het Turkse Gallipoli. In 1921 ging hij naar Bulgarije, werd daar twee jaar later na een communistische opstand uitgezet, en belandde uiteindelijk in Parijs. Daar sloot hij onder andere vriendschap met grootvorst Nicolaas Nikolajevitsj van Rusland. In 1928 nam Koetepov, na het overlijden van Pjotr Wrangel, het leiderschap over van de Russische Al-Militaire Unie, een organisatie die zich tot doel stelde voor de omverwerping van het Bolsjewistische bewind te blijven strijden.
Op 26 januari 1930 werd Koetepov op verondersteld aangeven van de in ballingschap naar de Bolsjewistische geheime dienst overgelopen generaal Nikolaj Skoblin, door de Russische geheime politie (NKVD) naar de Sovjet-Unie ontvoerd. De omstandigheden van zijn overlijden zijn altijd onduidelijk gebleven. Sommigen suggereren dat hij al overleed tijdens zijn transport naar Rusland.

## Galerij: Koetepovs Witte leger te Gallipoli, begin 1921

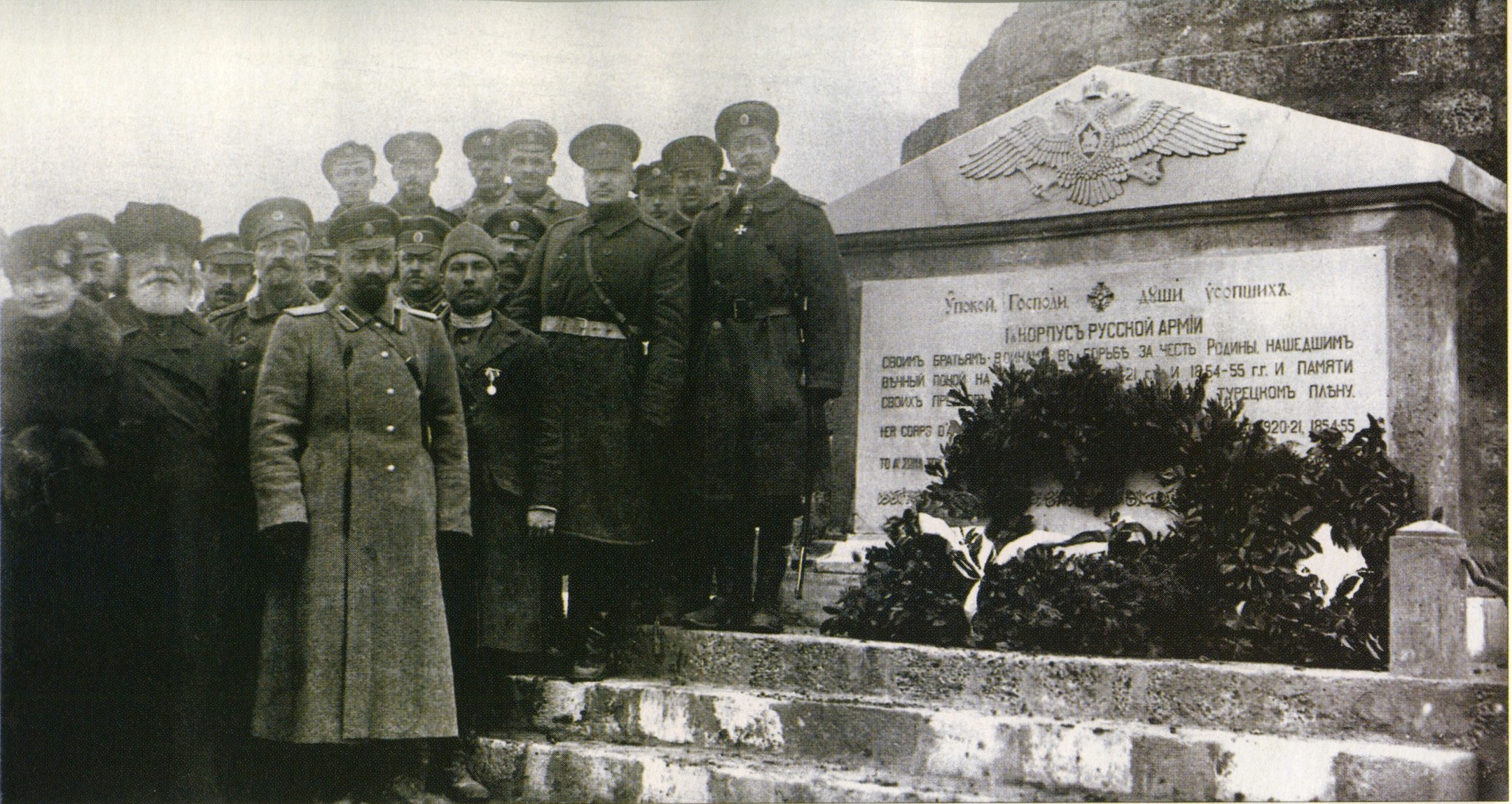
Koetepov het bij monument voor Russische émigré's
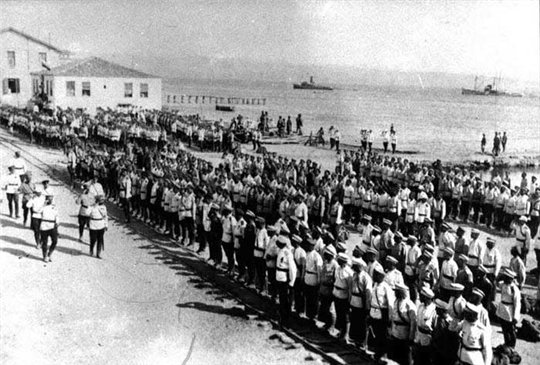
Koetepov neemt parade af
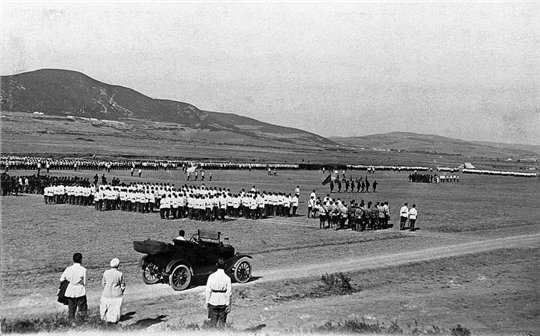
Manoeuvres in het veld
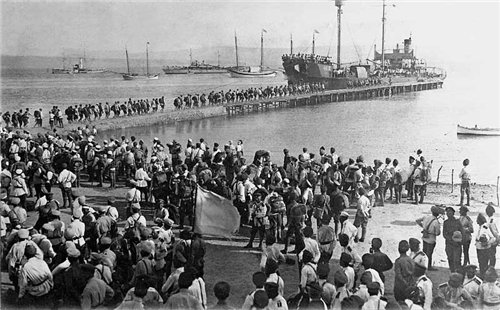
Vertrek, weer verder, naar elders...